# Маршалл (округ, Індіана)
Шаблон:StateAbbr_ 41°20′ пн. ш. 86°16′ зх. д. / 41.33° пн. ш. 86.26° зх. д.
Округ Маршалл (англ. Marshall County) — округ (графство) у штаті Індіана, США. Ідентифікатор округу 18099.

## Історія
Округ утворений 1835 року.

## Демографія
За даними перепису
2000 року
загальне населення округу становило 45128 осіб, зокрема міського населення було 16784, а сільського — 28344.
Серед мешканців округу чоловіків було 22415, а жінок — 22713. В окрузі було 16519 домогосподарств, 12188 родин, які мешкали в 18099 будинках.
Середній розмір родини становив 3,15.
Віковий розподіл населення поданий у таблиці:
| Стать    | До 15 років | 15-21 | 22-29 | 30-39 | 40-49 | 50-65 | 65-85 | Понад 85 |
| -------- | ----------- | ----- | ----- | ----- | ----- | ----- | ----- | -------- |
| Чоловіки | 5455        | 2384  | 2198  | 3253  | 3441  | 3258  | 2193  | 233      |
| Жінки    | 4967        | 2188  | 2058  | 3233  | 3309  | 3381  | 2990  | 587      |

## Суміжні округи
- Сент-Джозеф — північ
- Елкгарт — північний схід
- Косцюшко — схід
- Фултон — південь
- Пуласкі — південний захід
- Старк — захід

## Виноски
1. ↑  U.S. Decennial Census. United States Census Bureau. Архів оригіналу за 19 липня 2018. Процитовано 10 липня 2014.
2. ↑  Historical Census Browser. University of Virginia Library. Архів оригіналу за 11 серпня 2012. Процитовано 10 липня 2014.
3. ↑  Population of Counties by Decennial Census: 1900 to 1990. United States Census Bureau. Архів оригіналу за 4 жовтня 2014. Процитовано 10 липня 2014.
4. ↑  Census 2000 PHC-T-4. Ranking Tables for Counties: 1990 and 2000 (PDF). United States Census Bureau. Архів оригіналу (PDF) за 18 грудня 2014. Процитовано 10 липня 2014.
5. ↑  Marshall County QuickFacts. Бюро перепису населення США. Архів оригіналу за 7 червня 2011. Процитовано 25 вересня 2011.(англ.) Наведено за англійською вікіпедією.
6. ↑  American FactFinder. Бюро перепису населення США. Архів оригіналу за 26 лютого 2012. Процитовано 31 січня 2008.

| США | Це незавершена стаття з географії США. Ви можете допомогти проєкту, виправивши або дописавши її. |